# Йонел Дримбе
Йонел Александру Дримбе (рум. Ionel Alexandru Drîmbă, нар. 18 березня 1942, Тімішоара, Румунія — 20 лютого 2006, Бразилія) — румунський фехтувальник на рапірах, олімпійський чемпіон 1968 року, чемпіон світу.

## Виступи на Олімпіадах
| Олімпіада   | Дисципліна           | Місце     |
| ----------- | -------------------- | --------- |
| Рим 1960    | індивідуальна рапіра | 6 p2 r2/5 |
| Токіо 1964  | індивідуальна рапіра | 9         |
| Токіо 1964  | командна рапіра      | 6         |
| Токіо 1964  | індивідуальна шабля  | 5 p2 r2/4 |
| Токіо 1964  | командна шабля       | 7         |
| Мехіко 1968 | індивідуальна рапіра | 1         |
| Мехіко 1968 | командна рапіра      | 4         |